# Eleição municipal de Itapecerica da Serra em 2016
A eleição municipal de Itapecerica da Serra em 2016 foi realizada em 2 de outubro de 2016 para eleger um prefeito, um vice-prefeito e 12 vereadores no município de Itapecerica da Serra, no Estado de São Paulo, no Brasil. O prefeito eleito foi Jorge Costa (PTB) com 49.57% dos votos válidos , garantindo vitória logo no primeiro turno em disputa com seis adversários: Doutor Nakano (PDT), Professor Elias (PSOL), Alex Pires (DEM), Erlon Chaves (PHS), Prof. Zé Maria (PMB) e Doutor Osse (REDE). O cargo de vice-prefeito de Itapecerica da Serra foi designado à Professor Paulinho do Partido Socialista Brasileiro (PSB). A disputa para as 12 vagas na Câmara Municipal de Itapecerica da Serra contou com 261 candidatos. O vereador com o maior número de votos foi o Doutor Ramon Corsin com 2.725 votos (3,48% dos votos válidos).

## Antecedentes
Na eleição municipal de Itapecerica da Serra de 2012, o prefeito eleito foi Chuvisco do PMDB, com 30.234 votos (39% dos votos válidos). O ex-prefeito venceu as eleições no primeiro turno em disputa com quatro adversários, sendo eles: Erlon Chaves (PDT), Zé Maria do PT (PT), Edgard Cruz (PPS) e Claudinei (PSOL). A vice-prefeitura ficou com Regina Pires Corsini (PSDB). Em 2012, Itapecerica da Serra foi um dos 1.022 municípios vencidos pelo (PMDB) no Brasil. A disputa para as 12 vagas na Câmara Municipal de Itapecerica da Serra envolveu a participação de 185 candidatos. O candidato com maior números de votos para o cargo de vereador foi o Dr. Ramon Corsini (PSDB), que obteve 3.395 votos (4,35% dos votos válidos).

## Eleitorado
O município de Itapecerica da Serra em 2016 contou com 113.323 eleitores (cerca de 67% da população de Itapecerica) , sendo a maioria entre 18 à 69 anos de idade 

## Campanha
O prefeito eleito em 2016, Jorge Costa (PTB),  se comprometeu em fazer o seu melhor de acordo com sua campanha política para aumentar o desenvolvimento do bem-estar de todos os cidadãos do município de Itapecerica da Serra. O lançamento de sua campanha obteve clima deveras festivo e a presença de diversos fãs e correlegionários.

## Candidatos
Foram sete candidatos à prefeitura de Itapecerica da Serra em 2016: Jorge Costa (PTB), Doutor Nakano (PDT), Professor Elias (PSOL), Alex Pires (DEM), Erlon Chaves (PHS), Prof. Zé Maria (PMB) e Doutor Osse (REDE).
| Nº | Candidato(a)    | Vice                   | Partido | Coligação |
| -- | --------------- | ---------------------- | ------- | --- |
| 14 | Jorge Costa     | Professor Paulinho     | PTB     | "Experiência para fazer muito mais" (PTB / PSB / PP / PT do B / PRP / PRB / PRTB / PT / PSC / PEN / SD / PR / PV / PTC / PTN / PROS / PMN / PC do B / PPS / PSDC) |
| 12 | Doutor Nakano   | Alvaro Melo            | PDT     | "A esperança prevalece" (PDT / PPL / PSL / PSDB) |
| 50 | Professor Elias | Prof. Zé Paulo         | PSOL    | "Itapecerica precisa de uma grande mudança" ( PSOL / PSTU) |
| 25 | Alex Pires      | Juninho                | DEM     | "Dias melhores virão'' (DEM / PSD) |
| 31 | Erlon Chaves    | Daniela Amorim         | PHS     | Partido Isolado |
| 35 | Prof. Zé Maria  | Alaíde Cabeleireira    | PMB     | Partido Isolado |
| 18 | Doutor Osse     | Leia Ribeiro Fernandes | REDE    | Partido Isolado |

## Resultado

### Prefeito
Apuração de votos para prefeito na eleição municipal de Itapecerica da Serra em 2016; 2 de outubro de 2016.
| Candidato(a)           | Vice                          | 1º Turno 2 de outubro de 2016 | 1º Turno 2 de outubro de 2016 |
| Candidato(a)           | Vice                          | Votação                       | Votação                       |
|                        |                               | Total                         | Porcentagem                   |
| ---------------------- | ----------------------------- | ----------------------------- | ----------------------------- |
| Jorge Costa (PTB)      | Professor Paulinho (PSB)      | 34.031                        | 49,57%                        |
| Doutor Nakano (PDT)    | Álvaro Roberto de Melo (PDT)  | 18.378                        | 26,77%                        |
| Prof. Elias (PSOL)     | Prof. Zé Paulo (PSOL)         | 4.729                         | 6,89%                         |
| Alex Pires (DEM)       | Juninho (PSD)                 | 1.553                         | 2,02%                         |
| Erlon Chaves (PHS)     | Daniela Amorim (PHS)          | 4.496                         | 6,55%                         |
| Prof. Zé Maria (PMB)   | Alaíde Cabeleireira (PMB)     | 2.074                         | 3,02%                         |
| Doutor Osse (REDE)     | Leia Ribeiro Fernandes (REDE) | 378                           | 0,55%                         |
| Total de votos válidos | Total de votos válidos        | 68.651                        | 85,78%                        |
| Votos em branco        | Votos em branco               | 8.769                         | 6,83%                         |
| Votos nulos            | Votos nulos                   | 13.074                        | 7,38%                         |
| Total                  | Total                         | 90.494                        | 100%                          |
| Abstenções             | Abstenções                    | 22.829                        | 16,29%                        |
| Votos apurados         | Votos apurados                | 90.494                        | 100%                          |
| Total de eleitores     | Total de eleitores            | 113.323                       | 100%                          |

### Vereadores
Apuração de votos para vereadores na eleição municipal de Itapecerica da Serra em 2016; 2 de outubro de 2016.
| Candidato              | Número | Partido | Votos | Porcentagem |
| ---------------------- | ------ | ------- | ----- | ----------- |
| Dr. Ramon Corsini      | 20633  | PSC     | 2.725 | 3,48%       |
| Allan Dias             | 20123  | PSC     | 1.874 | 2,39%       |
| Dr. José Martins       | 15123  | PMDB    | 1.702 | 2,17%       |
| Zecas                  | 40999  | PSB     | 1.630 | 2,08%       |
| Markinhos da Padaria   | 90123  | PROS    | 1.593 | 2,04%       |
| Professor Marcelo      | 40567  | PSB     | 1.574 | 2,01%       |
| Pastor Marcio          | 20000  | PSC     | 1.508 | 1,93%       |
| Toninho Trolesi        | 28123  | PRTB    | 1.408 | 1,80%       |
| Carlinho               | 33680  | PMN     | 1.395 | 1,78%       |
| Cepacol                | 20234  | PSC     | 1.391 | 1,78%       |
| Val Santos             | 10123  | PRB     | 1.347 | 1,72%       |
| Professor Jonas Feijó  | 15007  | PMDB    | 1.305 | 1,67%       |
| Professor Ernandes     | 13456  | PT      | 1.332 | 1,70%       |
| Roseli Trappe          | 19400  | PTN     | 1.317 | 1,68%       |
| Cicero Melo            | 40852  | PSB     | 1.270 | 1,62%       |
| Zé Helio               | 14654  | PTB     | 1.259 | 1,61%       |
| Tonho Paraíba          | 22211  | PR      | 1.209 | 1,54%       |
| Dunga                  | 15633  | PMDB    | 1.152 | 1,47%       |
| Renato da Padaria      | 40123  | PSB     | 1.141 | 1,46%       |
| Soares                 | 33123  | PMN     | 1.105 | 1,41%       |
| João Miranda           | 22123  | PR      | 1.093 | 1,40%       |
| Gerson Lazarin         | 77580  | SD      | 988   | 1,26%       |
| Edgard Cruz            | 40400  | PSB     | 982   | 1,25%       |
| Cleber Bernardes       | 15000  | PMDB    | 855   | 1,09%       |
| Daniel Guerra          | 20333  | PSC     | 803   | 1,03%       |
| Ronildo                | 33033  | PMN     | 776   | 0,99%       |
| Cicero Costa           | 15650  | PMDB    | 766   | 0,98%       |
| Neizinho               | 70111  | PT do B | 760   | 0,97%       |
| Edson Carvalho         | 20111  | PSC     | 733   | 0,94%       |
| Dejair Canibal         | 40800  | PSB     | 719   | 0,92%       |
| Tezin                  | 40220  | PSB     | 659   | 0,84%       |
| Paulinho Pm            | 15619  | PMDB    | 608   | 0,78%       |
| Isaac Silva            | 19012  | PTN     | 599   | 0,77%       |
| Adalberto do Sindicato | 65123  | PC do B | 598   | 0,76%       |
| Fabinho Gêmeos         | 43333  | PV      | 544   | 0,69%       |
| Manoel da Cuidaris     | 19123  | PTN     | 520   | 0,66%       |
| Marquinho              | 33053  | PMN     | 514   | 0,66%       |
| Carlão Nery            | 15455  | PMDB    | 512   | 0,65%       |
| Hercules da Farmacia   | 15315  | PMDB    | 501   | 0,64%       |
| Dr. Saulo              | 40000  | PSB     | 491   | 0,63%       |

| Votos válidos   | Votos válidos   | 71.205 | 78,68% |
| Votos nulos     | Votos nulos     | 13.156 | 14,54% |
| Votos em branco | Votos em branco | 6.133  | 6,78%  |
| Total           | Total           | 90.494 | 100%   |
| --------------- | --------------- | ------ | ------ |

## Análise
A disputa pelo cargo de prefeito de Itapecerica da Serra foi intensa, pois a eleição teve antigos candidatos como o próprio prefeito eleito Jorge Costa (PTB), cujo já havia sido eleito prefeito do município quatro vezes. No dia da apuração dos votos, foi nítida a vitória de Jorge Costa (PTB) no primeiro turno com praticamente o dobro de votos do segundo colocado, Doutor Nakano (PDT).